# Ivan Ćurković
Ivan Ćurković nasceu em 15 de março de 1944, em Mostar na Iugoslávia (atualmente Bósnia-Herzegovina), ele é um ex-futebolista que depois se tornou dirigente de de futebol.
Jogando na posição de goleiro, ele teve sucesso no Partizan de 1964 a 1972 e depois no Saint-Étienne de 1972 a 1981. Depois que parou de jogar, ele foi o presidente do Partizan de 1989 a 2006. Ele também ocupou o cargo de presidente do Comitê Olímpico da Sérvia, cargo que deixou em fevereiro de 2009. 

## Biografia
Depois de um brilhante início de carreira na Iugoslávia jogando no Velez Mostar entre 1960 até 1964 e no Partizan de 1964 até 1972, Ćurković foi até chamado para a seleção. Devido a esse sucesso, ele se transferiu para o Saint-Étienne em 1972. Em seu primeiro jogo no novo clube, ele leva quatro gols, o que levou ao seguinte questionamento do presidente do clube a Roger Rocherque foi o responsável por sua transferência: "Esse é o Ćurković?". Mas a preocupação não se prolongou e Ćurković logo teve um bom desempenho e rapidamente se tornou um líder da defesa do Saint-Etienne. 
Ele participou ativamente do sucesso nacional e europeu do clube na década de 1970. Pode-se mencionar, em particular, as semi-finais da Taça dos Campeões de 1976 contra do PSV Eindhoven, onde ele fez uma de suas melhores partidas e conseguiu preservar o 0 a 0 que classificou o ASSE (vencedor da ida por 1-0) para a final.
Apesar desse sucesso no clube, Ćurković não teve chances na equipa nacional. A Iugoslávia teve, de fato, na década de 1970, uma boa geração de goleiros e Ćurković competiu contra Ilja Pantelić, Enver Marić e Ognjen Petrović. Por essa concorrência, Ćurković não esteve na lista de 22 jogadores selecionados para os torneios mais importantes que a Iugoslávio participou durante a carreira: A Copa do Mundo de 1974 e a Eurocopa de 76.
No início da temporada 1980-1981, Ćurković já tinha trinta e seis anos e após uma derrota para o Bastia na 4 rodada do campeonato deu lugar ao jovem formado no clube, Jean Castaneda. Após isso, ele pôs um fim a sua carreira no final da temporada e deixou o clube após uma briga com Robert Herbin.

## Pós-Carreira
De 1989 até 2006, Ćurković foi presidente do FK Partizan. Ele foi o presidente do Comitê Olímpico da Sérvia até fevereiro de 2009, quando ele perdeu a eleição contra o ex-jogador de basquete Vlade Divac. 
Em 23 de Dezembro de 2009, Ćurković foi nomeado como vice-presidente da Federação Servia de Futebol pelo presidente Tomislav Karadžić.

## Títulos
- Ligue 1: 1974, 1975, 1976 e 1981
- Campeão da Jugoslávia: 1965
- Copa da França: 1974, 1975 e 1977
- Torneio de Toulouse: 1980